# ميريا موسكوسو
ميريا موسكوسو (بالإسبانية: Mireya Moscoso)هي سياسية بنمية، ولدت في يوليو 1946. كانت رئيسة سابقة لجمهورية بنما من عام 1999 حتى 2004، منتمية لحزب أرنولفيستا. وتعتبر أول امرأة تتولى رئاسة الجمهورية في تاريخها. وهي أرملة الرئيس السابق أرنولفو أرياس. أيضا هي عضو مجلس قائدات العالم، وهي مجموعة عمل دولية تضم رئيسات ورئيسات وزراء يعملن على تحسين وضع المرأة في العالم.